# Campionat d'Europa de bàsquet masculí de 2022

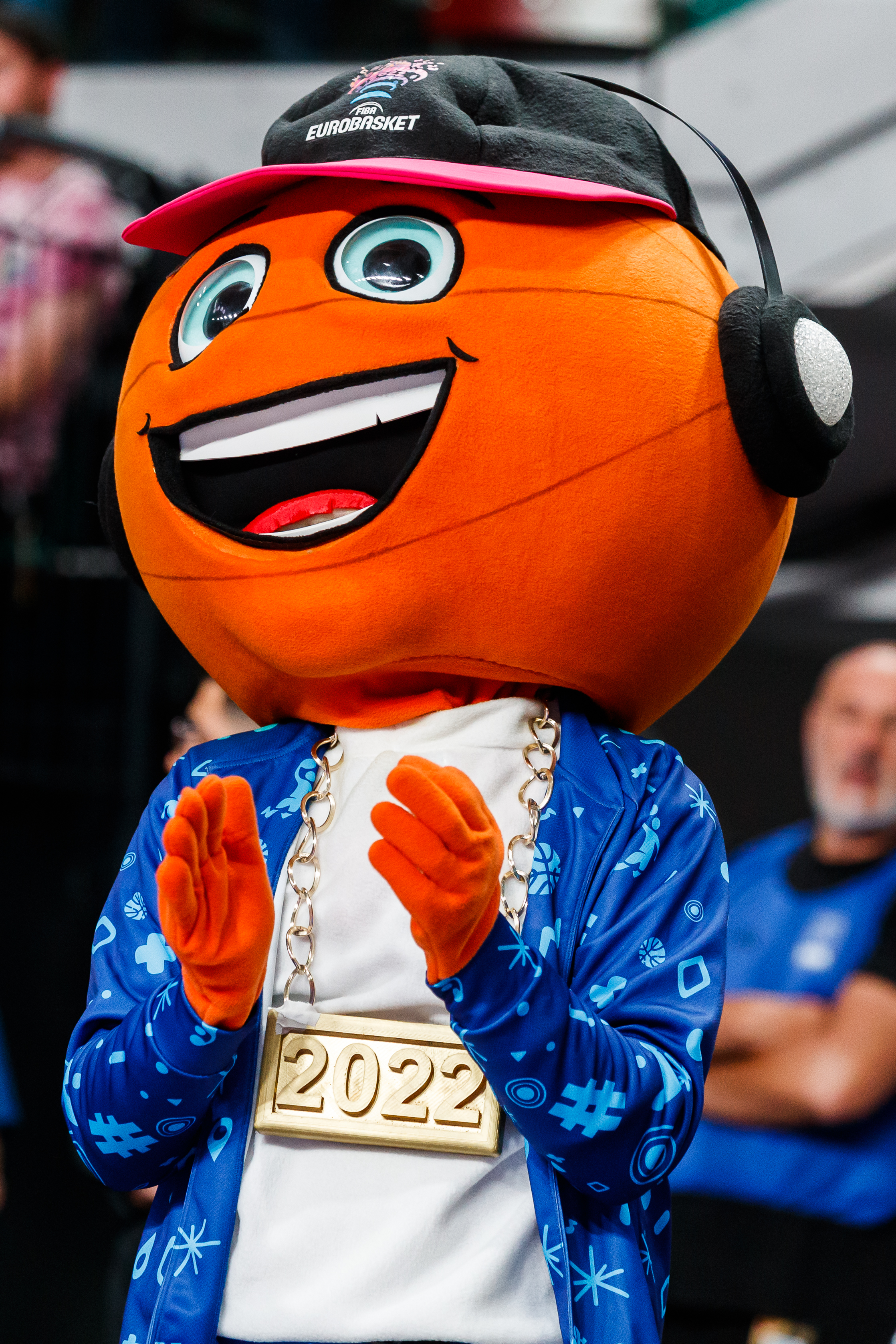
Mascota de l'Eurobasket 2022.

El Campionat Europeu de bàsquet masculí del 2022 o Eurobasket 2022 és la XLI edició del Campionat Europeu de bàsquet masculí. El campionat, seguint les noves tendències, tenia seu compartida entre quatre països Geòrgia, República Txeca, Itàlia i Alemanya. Hi competiren 24 seleccions del dividits en 4 grups, entre el dies 1 i 18 de setembre de 2022.
El campió de l'Eurobasket 2022 va ser Espanya que va vèncer a França a la final amb una diferència de 12 punts.

## Grups i seus
A (TBILISI) Espanya, Bulgària, Turquia, Montenegro, Bèlgica i, l'amfitriona, Geòrgia. Es va jugar al Tbilisi Arena de Tbilisi.
B (COLÒNIA) Bòsnia, Hongria, Eslovènia, Lituània, França i, l'amfitriona, Alemanya. Es va jugar al Lanxess Arena de Colònia.
C (MILÀ) Ucraïna, Gran Bretanya, Croàcia, Grècia, Estònia i, l'amfitriona, Itàlia. Es juga al Mediolanum Forum de Milà.
D (PRAGA) Sèrbia, Israel, Finlàndia, Polònia, P. Baixos i, l'amfitriona, República Txeca. Es juga al O2 Arena de Praga.

## Vuitens de final
Disputats el 10-11 de setembre de 2022, al Mercedes-Benz Arena de Berlín.
- Turquia - França
- Eslovènia - Bèlgica
- Alemanya - Montenegro
- Espanya - Lituània
- Ucraïna - Polònia
- Finlàndia - Croàcia
- Sèrbia - Itàlia
- Grècia - República Txeca

## Quarts de final
Disputats el 13-14 de setembre de 2022, al Mercedes-Benz Arena de Berlín.
- Espanya – Finlàndia
- Alemanya – Grècia
- França – Itàlia
- Eslovènia – Polònia